# Whippet
Whippet är en hundras från norra England, en del av Storbritannien. Den är en medelstor vinthund. I hemlandet hör den till de populäraste hundraserna.

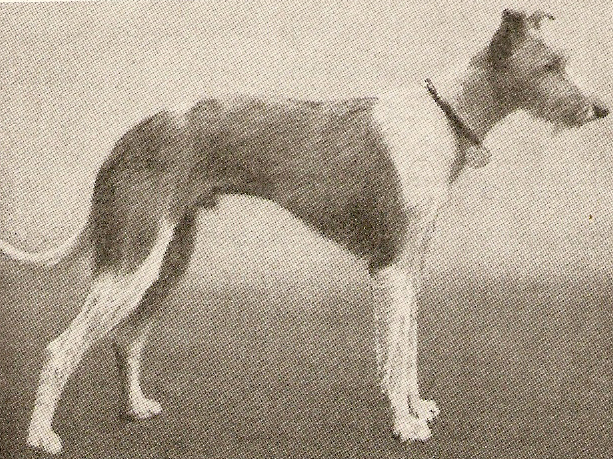
En strävhårig whippet från Carl O. M. P. Leuhusens Rashundar i ord och bild 1932.

## Historia
På 1600-talet användes namnet whippet om småväxta hundar i allmänhet. Det finns två olika förklaringar till namnet där den ena går ut på hundens piskliknande svans, whip. Den andra förklaringen kan vara från engelskans whip it (ung. skynda på) som brukades i samband med kapplöpning eller jakt på småvilt.
Rasen anses ha uppkommit i England under mitten av 1800-talet genom korsning mellan mindre greyhound, terrier och italiensk vinthund. Den kallades från början snap dog och användes ursprungligen till hetsjakt på hare. Fortfarande under mellankrigstiden fanns strävhåriga whippet.
Rasen blev godkänd av brittiska the Kennel Club 1890 då även stambok började föras. Den brittiska rasklubben bildades 1899. I slutet av 1800-talet var whippet en populär hund bland gruvarbetarna i norra England då den var billig i drift, kunde jaga småvilt för att dryga ut hushållskassan och samtidigt anordnades kapplöpningar efter trasa under vadhållning. 

## Egenskaper
Whippet är en mångsidig ras som man i stort sett kan använda till de flesta grenar av hundsport som finns. Men med tanke på hundens kroppsbyggnad är det på racerbanan som den kommer till sin rätt.
Rundbanekapplöpning finns men är en större sport för greyhound och därför bildades 1972 whippet race. I whippet race springer hundarna en rak bana på 137 meter (150 yard). Whippet race är en livligt uppskattad sport där alla whippetar, snabba som långsamma, är välkomna. Whippet race har en årlig registreringssiffra i Sverige på omkring 250 hundar.
Lure coursing (simulerad harjakt) är en annan gren som passar whippet väl men som även är öppen för andra vinthundar

### Whippet som familjehund
En whippet är oftast glad, harmonisk och har positiv inställning till sin omgivning. En whippet vill gärna ha mycket närhet både till människor och till andra hundar. För att whippeten skall må riktigt bra, behöver den motion och gärna på en plats där den kan springa fritt.

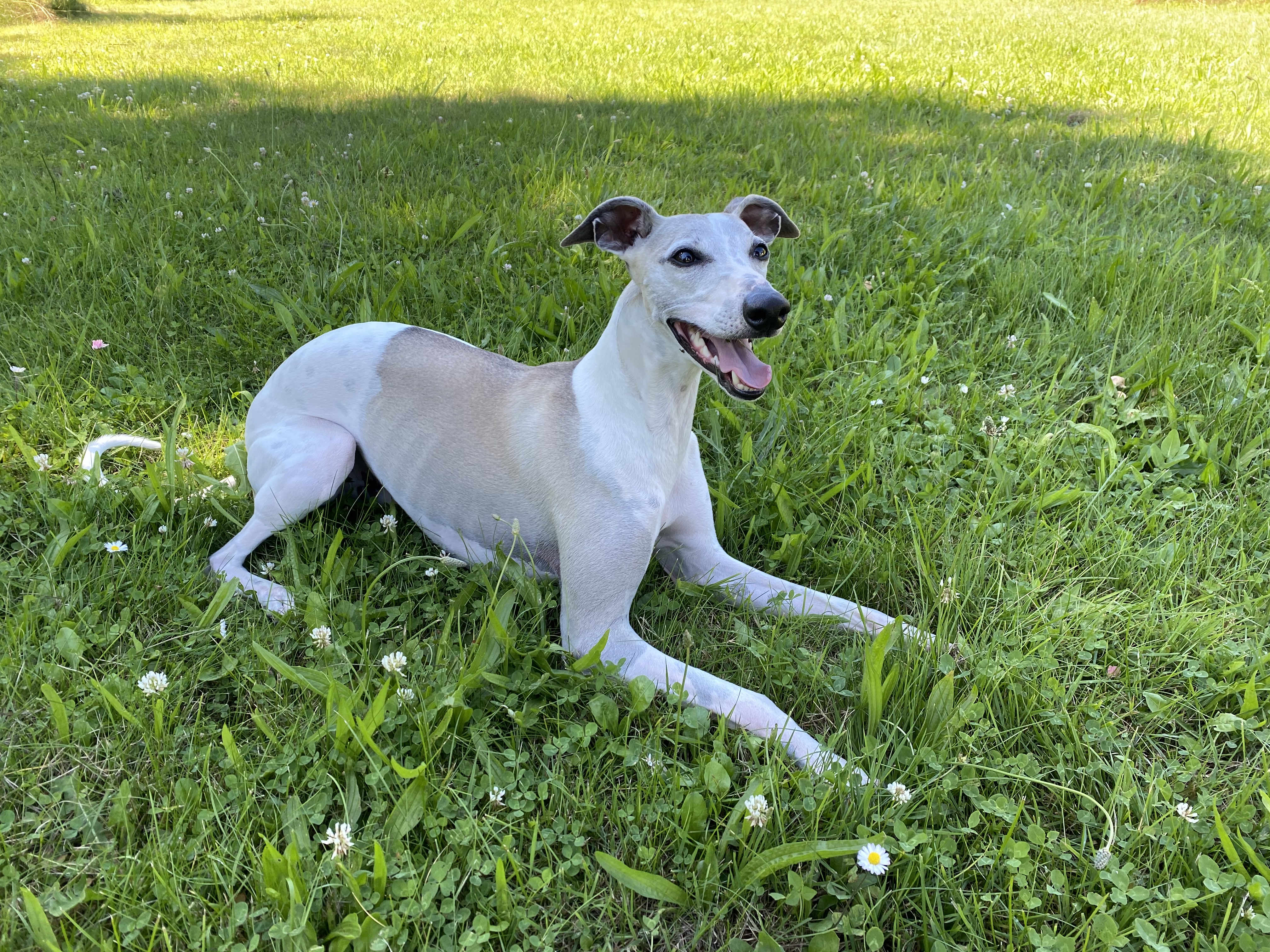
En whippet som vilar efter att ha sprungit fritt.

## Utseende
Whippet påminner om en greyhound i miniatyr. Den skall kombinera muskelkraft med eleganta och mjuka linjer. Intrycket skall vara en hund som är byggd för snabbhet. En whippet har kort och mycket lättskött päls.

## Hälsa
Vissa whippetar kan ha problem med tandsten och därför är det mycket viktigt att vänja valpen med tandborstning redan från början. Diskbråck och Cushings syndrom förekommer.